# Bosc Comunal de Serrallonga
El Bosc Comunal de Serrallonga (en francès, oficialment, Forêt Communale de Serralongue) és un bosc de domini públic del terme comunal de Serrallonga, a la comarca del Vallespir, de la Catalunya del Nord.
El bosc, que ocupa 0,66 km² en quatre sectors separats, està situat en el sector nord-occidental del terme, al sud-oest del poble cap de la comuna.
El bosc està sotmès a una explotació gestionada per la comuna de Serrallonga. Té el codi identificador de l'ONF (Office National des Forêts) F16256F.